# Desmeocraera oliva
Desmeocraera oliva är en fjärilsart som beskrevs av Sergius G. Kiriakoff 1968. Desmeocraera oliva ingår i släktet Desmeocraera och familjen tandspinnare. Inga underarter finns listade i Catalogue of Life.